# Dundee (New York)
Pour les articles homonymes, voir Dundee (homonymie).
Dundee est un village du comté de Yates, dans l'État de New York, aux États-Unis,. En 2020, il compte une population de 1 690 habitants.

## Démographie
Lors du recensement de 2010, le village comptait une population de 1 690 habitants.